# Heather Bown
Heather Bown (Orange, 29 novembre 1978) è una pallavolista statunitense.
Gioca nel ruolo di centrale.

## Carriera
La carriera di Heather Bown inizia nel 1996, nella UC Santa Barbara. Nel 1998 cambia università, così entra nella University of Hawaii. Terminata l'università, Heather viene convocata per la prima volta in nazionale nell'estate del 2000. Nell'anno del suo esordio disputa anche le Olimpiadi di Sidney 2000.
Nel 2000 viene ingaggiata da Ravenna, in Italia. In questo periodo con la nazionale vince il World Grand Prix e il campionato nordamericano nel 2001, ma perde la finale del campionato mondiale del 2002.
Nella stagione 2002-03 viene ingaggiata da Bergamo. Al termine del campionato, con la nazionale vince la Coppa panamericana e il campionato nordamericano, mentre ottiene la medaglia di bronzo sia al World Grand Prix che alla Coppa del Mondo.
La stagione 2003-04 va a giocare nel Volley Modena. Durante l'estate del 2004 perde la finale del Montreux Volley Masters, rivince il bronzo al World Grand Prix e partecipa alle Olimpiadi di Atene 2004. Tra il 2004 ed il 2006 gioca col Santeramo Sport e l'Airone senza grandi risultati.
Nella stagione 2006-07 viene ingaggiata dalla Pieralisi Jesi, con cui vince la Challenge Cup 2008-2009, venendo anche premiata per il miglior muro. Durante questo periodo, con la nazionale vince l'argento al campionato nordamericano 2007, venendo anche premiata come miglior schiacciatrice, il bronzo alla Coppa del Mondo 2007 e soprattutto la medaglia d'argento olimpica a Pechino 2008 e quella d'oro al World Grand Prix 2010.
Nel 2010, a seguito della rinuncia all'iscrizione della squadra marchigiana, si trasferisce all'Eczacıbaşı, nel campionato turco, con il quale vince la coppa di Turchia; con la nazionale nel 2011 si aggiudica nuovamente il World Grand Prix ed il campionato nordamericano, oltre all'argento alla Coppa del Mondo.
Nella stagione 2011-12 si trasferisce in Azerbaigian, ingaggiata dall'Azərreyl Voleybol Klubu; con la nazionale vince la medaglia d'oro al World Grand Prix, ultimo evento a cui prende parte con la maglia della nazionale statunitense. Nella stagione successiva passa alla squadra russa della Ženskij volejbol'nyj klub Dinamo-Kazan', con cui vince la Coppa di Russa e lo scudetto.
Nella stagione 2013-14 firma per lo Shanghai Nuzi Paiqiu Dui, nel campionato cinese.

## Palmarès

### Club
- Campionato russo: 1

2012-13
- Coppa di Turchia: 1

2010-11
- Coppa di Russia: 1

2012
- Challenge Cup: 1

2008-09

### Nazionale (competizioni minori)
- Coppa panamericana 2003
- Montreux Volley Masters 2004
- Final Four Cup 2009
- Coppa panamericana 2010

### Premi individuali
- 2001 - Campionato nordamericano: Miglior schiacciatrice
- 2009 - Challenge Cup: Miglior muro